# Cyptotrama deseynesiana
Cyptotrama deseynesiana är en svampart som först beskrevs av David Norman Pegler, och fick sitt nu gällande namn av Redhead & Ginns 1980. Cyptotrama deseynesiana ingår i släktet Cyptotrama och familjen Physalacriaceae.   Inga underarter finns listade i Catalogue of Life.